# Unión de Clubes de Fútbol de la Primera División Costa Rica (UNAFUT)
La Unión de Clubes de Fútbol de la Primera División   (UNAFUT), es una Asociación Deportiva sin fines de lucro que nace en el año 1999 ante la necesidad de brindar un impulso a nuevas ligas y modalidades de Fútbol en Costa Rica.
En el año 1999 se reestructura totalmente la Federación Costarricense de Fútbol, la cual había sido fundada en el año 1921 por un grupo de clubes (entre ellos Liga Deportiva Alajuelense, Club Sport Herediano, Club Sport Cartaginés, Club Sport La Libertad, Sociedad Gimnástica Española y Sociedad Gimnástica Limonense) y nacen varias ligas. A partir de ese momento se crea la Liga de Primera División, Segunda División, Fútbol Aficionado (Tercera División), entre otras. Todas ellas conforman lo que se conoce hoy como la Asamblea de la Federación Costarricense de Fútbol que dirige un Comité Ejecutivo.
Es así como el 7 de julio de 1999 la Primera División de Costa Rica pasó a denominarse Unión de Clubes de Fútbol de la Primera División (UNAFUT), que se encarga principalmente de organizar y administrar el Campeonato actual de Primera División, Copa, Supercopa, Recopa y campeonatos de divisiones menores (Juvenil Alto Rendimiento, Infantil Alto Rendimiento, Copa U-15 y Copa Prospectos). Entre sus principales funciones está: promover y desarrollar la práctica del fútbol en todo el territorio nacional y en especial entre sus asociados, en competencias deportivas a nivel nacional o internacional, así como promover la organización de actividades deportivas a nivel nacional.
El 23 de febrero de 2014, la UNAFUT tomó la decisión de denominar el campeonato de la máxima categoría como la Liga de Fútbol de Primera División (FPD).

## Integración y Función
UNAFUT se compone de una Asamblea General que la conforman los representantes de los doce clubes de fútbol. Dicha Asamblea ha delegado en un Consejo Director compuesto por 5 miembros y 2 fiscales, la ejecución de las funciones que le indican los estatutos y es éste quien organiza y administra el Fútbol de la Primera División en Costa Rica, cuya representación es de 12 delegados ante la Asamblea General de la FEDEFUTBOL. Se reúne ordinariamente una vez por semana.
Internamente UNAFUT se encuentra integrada por varios órganos y personal administrativo. Estos órganos son los Comités de Competición y el Órgano Disciplinario de Liga Menor, cada uno con funciones específicas.
El Comité de Competición está integrado por 5 miembros titulares y 2 suplentes y se dedica dirigir los aspectos competitivos del Campeonato, entre ellos; la inscripción y desinscripción de jugadores, canchas, uniformes, también programa y reprograma los partidos establecidos en el calendario y confirma la sede, hora y día de cada uno de ellos. Este comité lleva los datos estadísticos y asigna los puntos correspondientes con los cuales se genera la tabla de posiciones. Sesiona ordinariamente una vez por semana.
El Órgano Disciplinario está integrado por 3 miembros titulares y se dedica a imponer las sanciones deportivas y económicas que procedan cuando se efectúan los partidos de fútbol de Liga Menor. Dichas sanciones son aplicables a jugadores, delegados de campo, miembros del cuerpo técnico, directivos y personal administrativo de acuerdo con el reporte del árbitro central, el cual es el documento oficial para sus funciones. Sesiona ordinariamente cada vez que se cumple una jornada futbolística.
También cuenta con un Director de Liga Menor, que se encarga de realizar las mismas funciones que indica el Reglamento de Competición para los Campeonatos de Juvenil Alto Rendimiento, Infantil Alto Rendimiento, U-15 y Copa Prospectos .
Toda esta estructura está fundamentada en su personal administrativo encabezados por una Gerencia General, que se encarga de tramitar toda la documentación generada a diferentes entes, como los asociados, Federación Costarricense de Fútbol, Comisión de Arbitraje, prensa deportiva y público en general.
Las autoridades son:
| Ocupación      | Nombre                            |
| -------------- | --------------------------------- |
| Presidente     |                                   |
| Vicepresidente | Otto Patiño Chacón                |
| Secretario     | Salvador López Alfaro             |
| Tesorero       | José Antonio Revollo Blanco       |
| Fiscal         | Jorge Ricardo Esquivel Villalobos |
| Fiscal         | Allan Artavia Solís               |
| Asesor Legal   | Sergio Rivera Jiménez             |

## Presidentes
- Gabriel Zamora Márquez (1999)[7]
- Julián Solano Porras (1999-2001)[8]
- Arcadio Quesada Barrantes (2001-2002)[9]
- Jorge Ortega Lizano (2002-2006)[10]
- José Joaquín Hernández Rojas (2006-2009)[11]
- Juan Carlos Muñoz Delgado (2009-2011)[12]
- Jorge Ortega Lizano (2011-2012)[13]
- Rónald Solís Corrales (2012)[14]
- Osvaldo Pandolfo Rímolo (2012-2014)[15]
- Julián Solano Porras (2014-2022)[16]
- Victoria Gamboa Ross (2022-2025)[17]
- Fabio Masís Fallas (2025)[18]
- Otto Patiño Chacón (2025-actualidad)[19]